# Greater Willington
Greater Willington är en civil parish i Storbritannien.   Den ligger i grevskapet Durham och riksdelen England, i den centrala delen av landet, 400 km norr om huvudstaden London. Orten har 7 190 invånare (2011).
Den består av staden Willington och omgivande landsbygd.